# Tomtato
El tomtato (combinación de patata (potato) y tomate) es una planta injertada que se produce injertando juntas una planta de tomate y una planta de patata, las cuales son miembros del género Solanum en la familia de las solanáceas (solanáceas).  Los tomates cherri crecen en la vid, mientras que las papas crecen en el suelo de la misma planta.

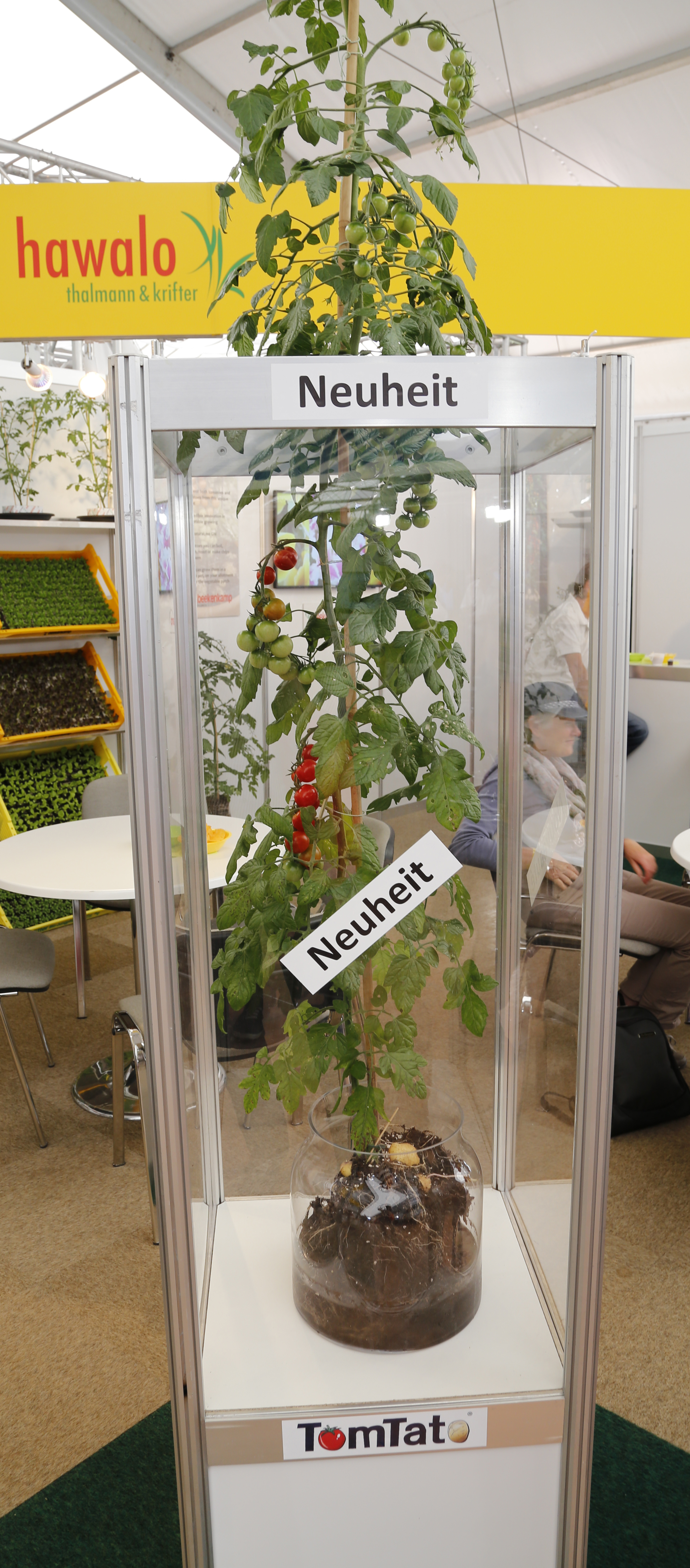
Planta de Tomtato.

## Historia
El concepto de injertar patatas y tomates relacionados para que ambos se produzcan en la misma planta se remonta al menos a principios del siglo XIX.
Al igual que con todos los injertos, esta planta no se producirá en la naturaleza y no se puede cultivar a partir de semillas, porque las dos partes de la planta permanecen genéticamente separadas y solo dependen una de la otra para su nutrición y crecimiento. Como la mayoría de los tipos estándar de injertos de plantas, se hace una pequeña incisión en el tallo de ambas plantas y se unen con correas. Una vez que los cortes han sanado y las plantas están unidas, se puede cortar la parte superior frondosa de la planta de papa y se pueden quitar las raíces del tomate, dejando que las hojas de la planta de tomate nutran las raíces de la planta de papa. El patrón (papa) actúa como un sistema de raíces estable y saludable y los vástagos (tomate) se eligen por sus frutos, flores u hojas. Los tomates deben estar listos para la cosecha después de aproximadamente 12 semanas durante los meses de verano, las papas deben estar listas después de que las hojas de tomate comiencen a morir, normalmente a principios de otoño. El injerto de esta manera se puede utilizar para producir muchos cultivos relacionados diferentes de la misma planta, por ejemplo, la creciente popularidad de los árboles de 'ensalada de frutas', que es un solo árbol que produce múltiples tipos de frutas cítricas, o un árbol con una variedad de frutas con hueso (melocotón, ciruela, etc.).

## Beneficios
Las plantas de tomtato se han visto como una nueva tecnología para hacer que la producción de alimentos sea más eficiente, ya que maximizan la cantidad de cultivos que se pueden producir en un terreno o en un pequeño entorno urbano como un balcón.  Esto tiene un impacto significativo en países en desarrollo como Kenia, donde los agricultores pueden ahorrar espacio, tiempo y mano de obra sin afectar la calidad de sus productos al cultivar plantas de tomtato. Además, el injerto puede mejorar la resistencia a bacterias, virus y hongos, atraer a un grupo más diverso de polinizadores y proporcionar un tronco robusto para delicadas plantas ornamentales.

## Comercialización
Las plantas de Tomtato injertadas fueron lanzadas en el Reino Unido en septiembre de 2013 por una empresa hortícola de pedidos por correo Thompson & Morgan, que vendía plantas preinjertadas con la marca "TomTato".  El vivero Incredible Edible de Nueva Zelanda anunció un "DoubleUP Tomato Potato" en el mismo mes. Thompson & Morgan afirman que esta es la primera vez que la planta se produce comercialmente, y el director Paul Hansord describe el origen de la idea de TomTato hace 15 años en los EE. UU., Cuando visitó un jardín donde alguien había plantado una papa debajo de un tomate como una broma.

## En ficción
- Los pomatos juegan un papel central en el libro de 1969 La vida y aventuras extraordinarias del soldado Ivan Chonkin de Vladímir Voinóvich, donde el antagonista de libros Gladyshev inventa un híbrido de tomate / papa, pero luego se lo come una vaca. La planta se denominó "Camino al socialismo" o CAS.

- En la serie de videojuegos Fallout, el personaje del jugador puede encontrar un híbrido de papa y tomate creado por la guerra nuclear llamado 'tato'.

- Datos: Q2441143
- Multimedia: Pomatoes / Q2441143